# Återanvändning

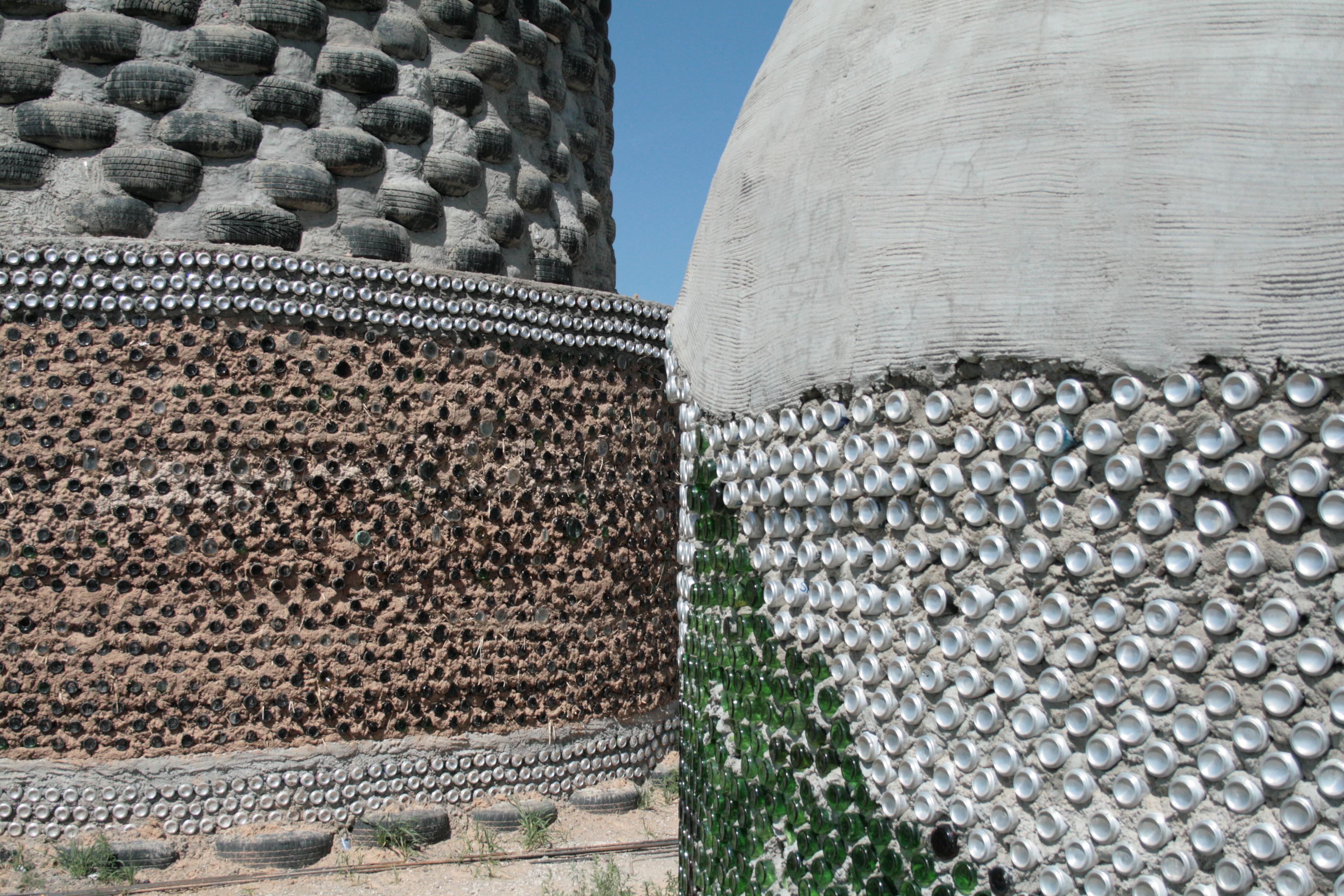
Väggar på två jordskepp tillverkade av flaskor, burkar och bildäck.

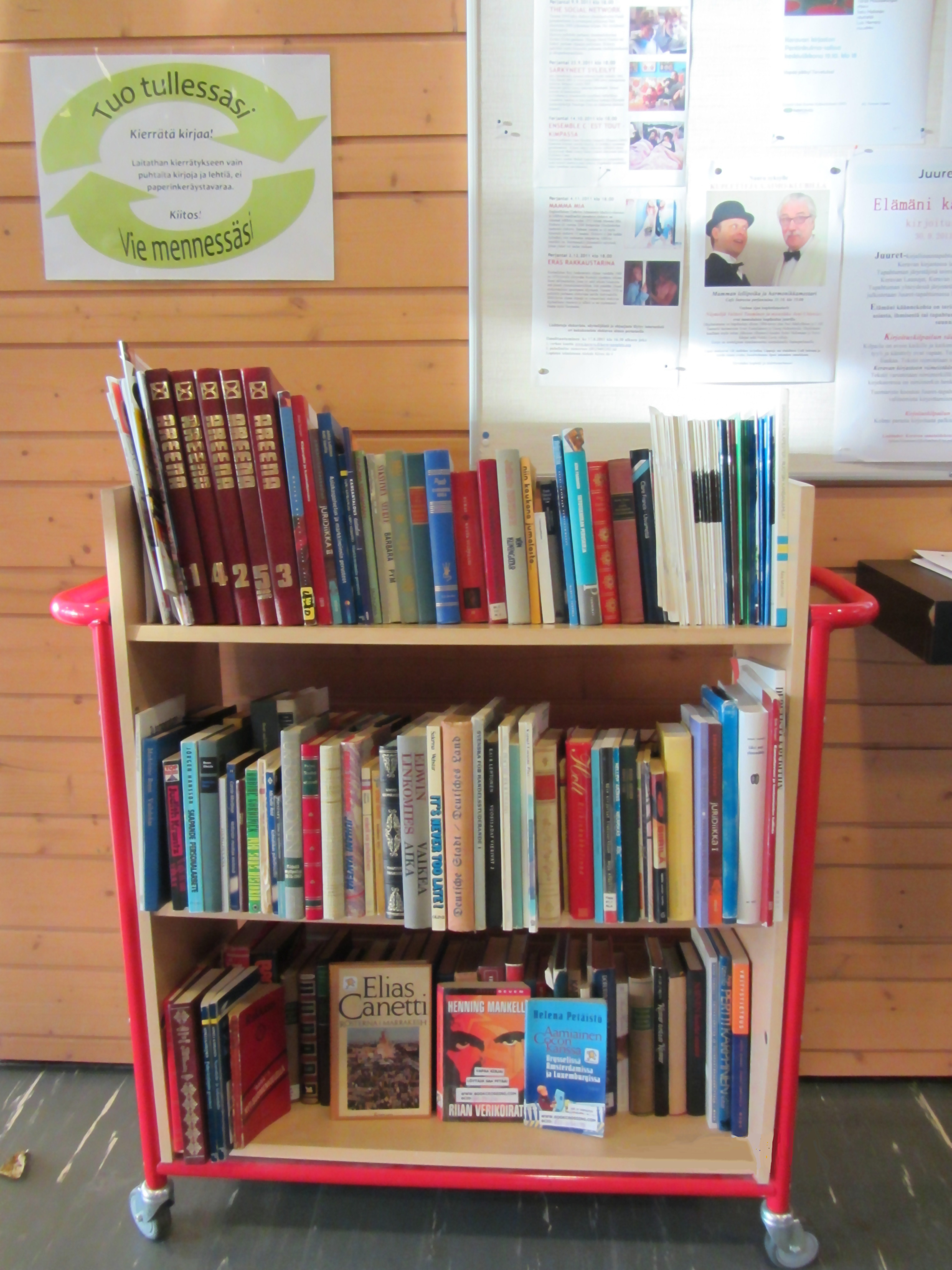
En bokhylla i Finland för återanvändning av böcker. Besökare kan både ta och lämna böcker i bokhyllan utan kostnad.

Återanvändning eller återbruk innebär att en produkt som anses vara förbrukad används på nytt, ibland med ett annat användningsområde.

## Allmänt
Återanvändning är generellt sett det mest miljövänliga och enklaste sättet för samhället att ta vara på saker som ägaren vill bli av med. Vid återanvändning används produkten igen, utan ändringar av design eller material, till skillnad från återvinning som innebär att produkten förstörs och att man endast tar vara på materialet för att tillverka nya produkter. 
Genom innovation kan möjligheterna ökas att ge gamla produkter nya användningsområden. På så sätt minskas konsumtionen genom att gamla produkter återanvänds och efterfrågan på nya produkter minskar.
Återanvändning av produkter var en självklarhet i många samhällen före industrialiseringen, där gamla produkter såldes, gavs bort, lagades eller ändrades så att de fick en ny funktion. Det moderna samhällets utbud av trendiga, lättillgängliga, säkra och billiga produkter har för många ändrat uppfattningen om återanvändning; från att vara en nödvändighet till kuriosa. Organiserad återanvändning av glas och plastflaskor var tidigare betydande i Sverige, men har numera till stor del ersatts av flaskor som tar mindre material i anspråk och kan återvinnas. 

## Fördelar och nackdelar med återanvändning
En av svårigheterna med återanvändning är hur man kan försäkra sig om produktens kvalitet. Återanvändning på traditionellt industriellt sätt försvåras av att skrotet som finns att tillgå ofta är olikartat eller i begränsade kvantiteter.
För hemmabruk kan de flesta förpackningar rengöras och användas igen, till exempel glasburkar, plastlådor, plastpåsar, skokartonger, plåtburkar. Kläder kan skänkas eller säljas till andra människor, husgeråd och möbler kan säljas på en loppmarknad och apparater kan man plocka reservdelar från. En stor del byggnadsmaterial som dörrar och virke har en betydligt större potential att återanvändas än vad som är fallet i Sverige.
Ett problem med den svenska lagstiftningen är att återvinningscentraler har ansvar för att förstöra sakerna för att hindra återanvändning. Därför är det förbjudet att plocka till exempel reservdelar från kasserade föremål på en återvinningscentral eller i ett soprum. All legal återanvändning bygger på att givaren skänker eller säljer de prylar han vill ha bort till en annan person eller ett företag.
Stockholms stad uppmuntrar till återanvändning i skriften ”Klimatsmart i hemmet” (2009), som ett sätt att minska koldioxidutsläpp.